# Münchens tekniska universitet
Münchens tekniska universitet, Technische Universität München (TUM), är Bayerns enda tekniska universitet, grundat 1868 som Polytechnische Schule München. Det är en av Tysklands största tekniska högskolor och ingår i den så kallade TU 9-gruppen.

## Campus
Undervisning bedrivs på tre platser i München med omnejd:
- Arcisstraße/Stammgelände (Centrala München)
- Garching (Tunnelbaneavstånd, slutstation)
- Freising (Pendeltåg)

## Undervisning
Undervisningen bedrivs vanligtvis där fakulteten har sitt säte, undervisning i exempelvis Maskinteknik sker i det toppmoderna campus Garching.

## München
- Fakulteten för Arkitektur
- Fakulteten för Väg och Vatten
- Fakulteten för Elektroteknik
- Fakulteten för Industriell ekonomi
- Fakulteten för Läkare men på Klinikum rechts der Isar
- Fakulteten för Sportvetenskap men i Olympiapark

## Garching
- Fakulteten för Kemiteknik
- Fakulteten för Datavetenskap
- Fakulteten för Maskinteknik
- Fakulteten för Matematik
- Fakulteten för Fysik

## Weihenstephan (Freising)
- Livsmedelsvetenskap